# 安全地帯I Remember to Remember
『安全地帯I Remember to Remember』（あんぜんちたいワン リメンバートゥリメンバー）は、日本のロックバンドである安全地帯の1枚目のオリジナル・アルバム。
1983年1月25日にKitty Recordsからリリースされた。アマチュア時代を経て井上陽水のバックバンドとして活動していた安全地帯のメジャー・デビュー・アルバムであり、作詞はほぼ全て松尾由紀夫、作曲は全て玉置浩二、プロデューサーは星勝が担当している。
レコーディングは1982年に日本国内で行われ、後に至るまで安全地帯や玉置のソロ作品にも参加する事となるキーボーディストの川島裕二が参加している。サウンドはドゥービー・ブラザーズのようなアメリカンロックを基調としたアルバムであるが、ニュー・ウェイヴからの影響によりキーボードの音色が全面的に取り入れられたアレンジとなっている。
デビュー・シングルである「萠黄色のスナップ」は、本作には収録されておらず、北海道および東北地方のみブリヂストン「アイスコンパウンド」のコマーシャルソングとして使用された「オン・マイ・ウェイ」が先行シングルとしてシングルカットされた他、後に「ラスベガス・タイフーン」がリカットされてリリースされた。本作はオリコンアルバムチャートにおいて最高位第22位となった。

## 背景
幼少期より歌手になる事を志望していたボーカルの玉置浩二は、中学校に進学した頃にグループ・サウンズへの興味から武沢豊と共に「インベーダー」というバンドを結成する。バンドに武沢の兄である俊也が加入し、バンド名を変更する話となり、当時ベースを担当していた同級生が交通教本に載っていた道路標識を見て「安全地帯」という名を提案、また当時ピースサインが流行しており、安全地帯のV字のデザインと合致する事、さらに頭脳警察や四人囃子などの同時代の漢字4文字のバンドに影響され、正式に「安全地帯」と改名された。
1972年にはヤマハポピュラーソングコンテストに出場し、優秀賞を獲得する。ロックに傾倒していた玉置はドゥービー・ブラザーズを好んで聴いており、その影響から武沢俊也がドラム、新たに加入した宮下隆宏がベースを担当する形で5人編成となり、後の安全地帯の原型が出来上がった。1977年には六土開正、矢萩渉、田中裕二が所属していた「六土開正バンド」に玉置が声を掛け、安全地帯への参加が決定する。この事で一時メンバーが8人となったが、宮下、武沢俊也、田中は脱退し、代わりのドラムスとして大平市治が加入し5人編成となった。
その後メンバーは旭川市永山にある廃屋を借り、自分たちで木材を購入するなどして寝室付きのスタジオに改造、そこでの音楽生活を始めた。そのスタジオは「音楽農夫になって田んぼのまんなかで音楽を耕していくのもいいじゃないか」との思いから「ミュージカル・ファーマーズ・プロダクション（MFP）」と名付けられた。また、武沢の親戚にあたる人物が、デモテープをキティレコードの社長に届け、後に安全地帯のディレクターを担当する事となる金子章平の手に渡り、興味を抱いた金子は旭川を訪れ、メンバーと邂逅する事となった。また、同時期にバンドのプロデューサーとなる星勝も旭川を訪れており、玉置に対し「僕と10年いっしょに音楽をやりましょう」と告げた。
1981年7月、星の紹介により井上陽水がMFPを訪れ、セッションを行う事となった。これが切っ掛けとなり、井上は金子からのアイデアを受け、安全地帯をバックバンドとして連れて全国ツアーを行う事を打診。これに対し玉置は初めは戸惑いを覚えたが、「チャンスなんだから行こう」と考え、上京を決定した。同ツアーにはキーボード奏者の中西康晴やBAnaNAも参加していた。その後メジャーデビューが決定し、玉置自身が「絶対売れると思っていた」との自信から、アマチュア時代のレパートリーから厳選する形で1982年2月25日にデビューシングル「萠黄色のスナップ」がリリースされ、続いて10月25日にはセカンドシングル「オン・マイ・ウェイ」がリリースされた。また、デビュー時のドラムスであった大平は程なく脱退し、田中が復帰する事となった。

## 録音、音楽性
本作のレコーディングは1982年8月18日から11月20日にかけて、KRSスタジオおよびポリドールスタジオにて行われた。本作のプロデューサーは星勝が担当している。星はロックバンド「ザ・モップス」のメンバーであり、またアレンジャーとしてザ・ピーナッツや井上陽水、RCサクセションなどの作品に参加していた。当時の安全地帯は限られた時間の中で試行錯誤を繰り返しており、デビュー曲ではバンドサウンドを前面に出した作風であったが、本作ではキーボードを全面的に取り入れ、サウンド全体にリバーブをかけてボーカルが際立つような音の配分となっている。また、ドラムス担当が大平から田中に変更された事なども影響し、これまでにリリースされたシングルではナチュラルな響きのサウンドであったのに対し、本作では派手なエフェクター処理などを採り入れており、デビューからおよそ1年間のあいだに音楽性が激変する事となった。
玉置浩二の自伝本『玉置浩二 幸せになるために生まれてきたんだから』では、「サウンド全体の音色の選び方やアレンジからは、当時、世界のロック・シーンを席巻していたニュー・ウェイヴの影響が感じられる」、「デビュー直後の玉置たちは、試行錯誤を繰り返す中で、ちょうどイギリスを中心に盛り上がってきていたポリスなどに代表されるニュー・ウェイヴ系、ヨーロッパ系のアーティストの音作りのアイデアを、新しい刺激として速やかに吸収した」と表記されている。音楽情報サイト『CDジャーナル』では、「『オン・マイ・ウェイ』をはじめとしたロック色の強い楽曲を収録している」と表記されている。

## リリース、批評、チャート成績
| 専門評論家によるレビュー | 専門評論家によるレビュー |
| レビュー・スコア         | レビュー・スコア         |
| 出典                     | 評価                     |
| ------------------------ | ------------------------ |
| TOWER RECORDS ONLINE     | 肯定的                   |

本作は1983年1月25日にLPレコードおよびカセットテープの2形態でリリースされ、1984年6月1日にCDでリリースされた。本作からは1982年10月25日に先行シングルとして北海道および東北地方のみブリヂストン「アイスコンパウンド」のコマーシャルソングとして使用された「オン・マイ・ウェイ」がシングルカットされた他、1983年4月1日に「ラスベガス・タイフーン」がリカットされた。
音楽情報サイト『TOWER RECORDS ONLINE』では本作に関して「まだまだ初々しさが見えかくれする」と指摘しているが、曲の質の高さを取り上げた上で「この頃から、実力は充分にあったことを知らしめる」と肯定的に評価している。本作はオリコンアルバムチャートにおいてLPレコードが最高位第26位の登場回数26回で売り上げ枚数5.3万枚、カセットテープは最高位第22位の登場回数29回で売り上げ枚数は5.4万枚となり、累計では10.7万枚となった。また、2022年に実施されたねとらぼ調査隊による安全地帯のアルバム人気ランキングにおいて第6位、2023年に実施された同ランキングでは第9位となった。
その後1990年7月25日、1990年9月25日、1992年11月21日、2007年3月7日にはCDにて、2010年3月3日には完全復活を記念してSHM-CDにて、2017年11月22日にはデビュー35周年を記念してLP盤を再現した紙ジャケット、SHM-CDにて再リリースされた。それ以外にも1996年10月2日にはCD-BOX『安全地帯 メモリアル・コレクション』に収録され、2010年6月23日にはCD-BOX『安全地帯BOX 1982-1993』に収録されて再リリースされた。

## 収録曲
- CD付属の歌詞カードに記載されたクレジットを参照[29]。

| #         | タイトル                                      | 作詞       | 作曲      | 編曲           | 時間  |
| --------- | --------------------------------------------- | ---------- | --------- | -------------- | ----- |
| 1.        | 「ラスベガス・タイフーン」(LAS VEGAS TYPHOON) | 松尾由紀夫 | 玉置浩二  | 安全地帯、星勝 | 3:50  |
| 2.        | 「ラン・オブ・ラック」(RUN OF LUCK)           | 松尾由紀夫 | 玉置浩二  | 安全地帯、星勝 | 3:58  |
| 3.        | 「エイジ」(AGE)                               | 松尾由紀夫 | 玉置浩二  | 安全地帯、星勝 | 4:22  |
| 4.        | 「イリュージョン」(ILLUSION)                  | 松尾由紀夫 | 玉置浩二  | 安全地帯、星勝 | 3:26  |
| 5.        | 「サイレント・シーン」(SILENT SCENE)          | 松尾由紀夫 | 玉置浩二  | 安全地帯、星勝 | 3:29  |
| 合計時間: | 合計時間:                                     | 合計時間:  | 合計時間: | 合計時間:      | 19:05 |

| #         | タイトル                                            | 作詞                                       | 作曲      | 編曲           | 時間  |
| --------- | --------------------------------------------------- | ------------------------------------------ | --------- | -------------- | ----- |
| 6.        | 「オン・マイ・ウェイ」(I'LL BE ON MY WAY)           | 松尾由紀夫、清水宗己、パトリック・ナプクム | 玉置浩二  | 安全地帯、星勝 | 3:39  |
| 7.        | 「ビッグ・ジョーク」(BIG JOKE)                      | 小椋佳、リンダ・ヘンリック                 | 玉置浩二  | 安全地帯、星勝 | 3:30  |
| 8.        | 「リターン・トゥ・フォーエバー」(RETURN TO FOREVER) | 松尾由紀夫                                 | 玉置浩二  | 安全地帯、星勝 | 3:37  |
| 9.        | 「冬CITY-1」                                        | 松尾由紀夫                                 | 玉置浩二  | 安全地帯、星勝 | 3:10  |
| 10.       | 「エンドレス」(ENDLESS)                             | 松尾由紀夫                                 | 玉置浩二  | 安全地帯、星勝 | 2:03  |
| 11.       | 「アイ・ニード・ユー」(I NEED YOU)                  | 松尾由紀夫                                 | 玉置浩二  | 安全地帯、星勝 | 4:28  |
| 合計時間: | 合計時間:                                           | 合計時間:                                  | 合計時間: | 合計時間:      | 20:27 |

## スタッフ・クレジット
- CD付属の歌詞カードに記載されたクレジットを参照[29]。

### 安全地帯
- 玉置浩二 – ボーカル、パーカッション
- 矢萩渉 – ギター
- 武沢豊 – ギター、コーラス
- 六土開正 – ベース、コーラス
- 田中裕二 – ドラムス

### 参加ミュージシャン
- 川島裕二 – キーボード
- 深町純 – キーボード（1,3曲目のみ）
- 八木信夫 – ハープ
- 沢井原兒 – サックス
- 中島御 – パーカッション
- 篠崎正嗣 – ヴァイオリン
- EVE – コーラス（8曲目のみ）
- 星勝 – コーラス（11曲目のみ）
- 近藤由紀夫 – ピアノ（7曲目のみ）

### 録音スタッフ
- 星勝 – プロデューサー
- 近藤由紀夫 – ディレクター
- 酒井祐司 – アーティスト・マネージメント
- 諸鍜治辰也（KRSスタジオ） – レコーディング・エンジニア、リミックス・エンジニア
- 清水高志（KRSスタジオ） – レコーディング・エンジニア、リミックス・エンジニア（6曲目のみ）
- 山崎進 – アシスタント・エンジニア
- 脇田貞二 – アシスタント・エンジニア
- 井川彰夫 – アシスタント・エンジニア
- 丸山光晴（KRSスタジオ） – アシスタント・エンジニア

### 美術スタッフ
- 酒井治 – デザイナー
- 庄司香乃子 (Soap) – デザイナー
- 鶴田直樹 – フォトグラファー（フロントカバー）
- 佐藤秀春 – フォトグラファー（バックカバー）
- 山崎徹 – フォトグラファー（インナーカード）
- 千木幸一 – アーティスト・ロゴ・デザイナー

### 制作スタッフ
- 井上彬 – A&R
- 森川欣信 – A&R
- 斎藤テツ – パブリック・リレーションズ
- 木内和博 – スペシャル・サンクス
- 井上陽水 – スペシャル・サンクス
- 喜多浩二 – スペシャル・サンクス
- 中西康晴 – スペシャル・サンクス
- 川島裕二 – スペシャル・サンクス
- 大平市治 – スペシャル・サンクス
- 松尾由紀夫 – スペシャル・サンクス
- 多賀英典 – エグゼクティブ・プロデューサー

## チャート
| チャート         | 最高順位 | 登場週数 | 売上数  | 規格 | 出典  |
| ---------------- | -------- | -------- | ------- | ---- | ----- |
| 日本（オリコン） | 26位     | 26回     | 5.3万枚 | LP   | [ 2 ] |
| 日本（オリコン） | 22位     | 18回     | 5.4万枚 | CT   |       |

## リリース日一覧
| No. | リリース日     | レーベル      | 規格         | カタログ番号 | 備考                                              | 出典          |
| --- | -------------- | ------------- | ------------ | ------------ | ------------------------------------------------- | ------------- |
| 1   | 1983年1月25日  | Kitty Records | LP           | 28MS 0025    |                                                   | [ 2 ]         |
| 2   | 1983年1月25日  | Kitty Records | CT           | 28CS 0025    |                                                   |               |
| 3   | 1984年6月1日   | Kitty Records | CD           | 3133-11      |                                                   |               |
| 4   | 1990年7月25日  | Kitty Records | CD           | KTCR-1030    |                                                   | [ 30 ]        |
| 5   | 1990年9月25日  | Kitty Records | CD           | KTCR-1043    |                                                   | [ 31 ]        |
| 6   | 1992年11月21日 | Kitty Records | CD           | KTCR-1201    |                                                   | [ 32 ] [ 1 ]  |
| 7   | 1996年10月2日  | Kitty Records | CD           | KTCR-1601    | CD-BOX『安全地帯 メモリアル・コレクション』に収録 | [ 33 ] [ 34 ] |
| 8   | 2007年3月7日   | UMJ           | CD           | UPCY-6328    |                                                   | [ 35 ] [ 36 ] |
| 9   | 2010年3月3日   | UMJ           | SHM-CD       | UPCY-6570    |                                                   | [ 37 ] [ 38 ] |
| 10  | 2010年6月23日  | UMJ           | SHM-CD       | UPCY-9197    | CD-BOX『安全地帯BOX 1982-1993』に収録             | [ 39 ] [ 40 ] |
| 11  | 2013年3月1日   | UMJ           | AAC-LC       | -            | デジタル・ダウンロード                            | [ 41 ]        |
| 12  | 2013年3月1日   | UMJ           | ロスレスFLAC | -            | デジタル・ダウンロード                            | [ 42 ]        |
| 13  | 2017年11月22日 | UMJ           | SHM-CD       | UPCY-9706    | 紙ジャケット仕様                                  | [ 43 ] [ 44 ] |